# Districtul Balmazújváros
Balmazújváros (în maghiară Balmazújvárosi járás) este un district în județul Hajdú-Bihar, Ungaria.
Districtul are o suprafață de 827,44 km2 și o populație de 30.488 locuitori (2013).